# 앙골라의 국가
앙골라여 전진하라(포르투갈어: Angola Avante! 앙골라 아반테[*])는 앙골라의 국가이다. 마누엘 루이 알베스 몬테이루(1941-)가 작사, 루이 알베르토 비에이라 디아스 밍가스(1939-)가 작곡하였다.
1975년 채택되었다.

## 포르투갈어가사
Ó Pátria, nunca mais esqueceremos

Os heróis do quatro de Fevereiro.

Ó Pátria, nós saudamos os teus filhos

Tombados pela nossa Independência.

Honramos o passado e a nossa História,

Construindo no Trabalho o Homem novo,

(repeat previous two lines)
CHORUS

Angola, avante!

Revolução, pelo Poder Popular!

Pátria Unida, Liberdade,

Um só povo, uma só Nação!
(repeat chorus)
Levantemos nossas vozes libertadas

Para glória dos povos africanos.

Marchemos, combatentes angolanos,

Solidários com os povos oprimidos.

Orgulhosos lutaremos Pela Paz

Com as forças progressistas do mundo.

(repeat previous two lines)
CHORUS

Angola, avante!

Revolução, pelo Poder Popular!

Pátria Unida, Liberdade,

Um só povo, uma só Nação!
(repeat chorus)

## 한국어해석
1절

오! 조국이여, 우리는 잊지 않으리

2월의 네 번째 영웅이여.

오! 조국이여, 우리는 그대의 아들을 충성하리라

그는 우리의 독립을 위해 희생하리.

우리의 옛 명예와 우리의 역사

우리의 노동과 함께 우리는 새로운 인간을 창조하리라.

(5소절부터 2번 반복)
후렴

앙골라여 전진하라!

인민의 힘의 혁명으로 나가자!

단합의 조국, 자유,

하나의 인민, 하나의 조국!(2번 반복)
2절

아프리카인의 명예로

우리의 해방의 외침을 높여라

억압받는 인민들의 단결속에서.

우리들, 앙골라의 전사들은 전진하리라.

우리는 평화를 위해 힘차게 투쟁하리

온 세상의 힘으로 전진하리라
후렴

앙골라여 전진하라!

인민의 힘의 혁명으로 나가자!

단합의 조국, 자유,

하나의 인민, 하나의 조국!(2번 반복)